# Sally Mayer
Sally Mayer (Mayen, 7 giugno 1889 – Campo di concentramento di Auschwitz, ottobre 1944) è stato un medico tedesco di origine ebraica, vittima dell'Olocausto. Fu l'ultimo direttore dell'ospedale ebraico di Würzburg.
Accompagnò il suo ultimo paziente, su sua richiesta, al campo di concentramento di Theresienstadt.

## Biografia
Sally Mayer studiò medicina all'Università di Würzburg e si laureò nel 1913. In seguito svolse il tirocinio a Colonia e quindi divenne assistente nell'ospedale di Fürth.
Dall'ottobre 1914, durante la prima guerra mondiale, fu volontario dell'esercito tedesco come ufficiale medico dove venne ferito e subì due volte avvelenamento da gas. Mayer per la sua opera ricevette la Croce di Ferro, riconoscimento al merito dell'esercito bavarese, il distintivo per feriti, e nel 1934 fu insignito della Croce d'onore della guerra mondiale dal Reichspräsident Paul von Hindenburg.
Dopo la fine della guerra entrò nella Einwohnerwehr, probabilmente contro il movimento filo-sovietico.
Nel marzo del 1923 si trasferì a Bad Kissingen dove si sposò con Irma Bretzfelder, figlia del sindaco e entrò nella federazione imperiale dei veterani ebrei (RjF) e divenne membro del partito democratico tedesco (DDP) che sosteneva la transizione alla repubblica.
Nel 1931 pubblicò la sua ricerca scientifica Paracelsus, der Badearzt und die Balneologie seiner Zeit.
Nel settembre 1938 il governo nazista gli proibì di svolgere attività mediche, da allora poteva esclusivamente svolgere attività di medico apprendista per pazienti ebrei nei dintorni di Bad Kissingen.
Nel novembre del 1938, durante la notte dei cristalli, fu uno dei 30.000 ebrei uomini arrestati in Germania a cui fu imposto il pagamento di più di un miliardo di RM. Il 12/12/1938, venne rilasciato dal campo di Dachau.
Nel Marzo 1939 succedette al dottor Bernhard Gutmann, direttore dell'ospedale ebraico Wuerzburg dove svolse questo ruolo fino al 23/09/1942 quando, insieme alla moglie venne deportato ad Auschwitz, dove entrambi morirono: Sally Mayer è ufficialmente considerato disperso ad Auschwitz.